# 프랑스 영화
프랑스 영화는 프랑스에서 제작되거나 해외에 소재한 프랑스 영화 제작사가 만든 영화 작품, 그렇게 이룩된 프랑스의 영화 산업을 말한다.
프랑스는 영화의 시초에 기여한 국가로, 1895년 뤼미에르 형제의 시네마토그래프를 통해 제작된 작품들은 최초의 영화로 널리 알려져 있으며, 조르주 멜리에스의 영화기법 개척과 파테, 고몽을 비롯한 영화산업의 진흥 시도는 초창기 영화사를 대표한다.

## 역사

### 초기 (1895-1920년)
루이 뤼미에르와 오귀스트 뤼미에르 형제에 의해 시네마토그래프가 발명된 것은 1895년의 일이다. 그 후 프랑스 영화는 조르주 멜리에스에 의해 초기의 영화제작이 개척되어 재빨리 무성영화의 정착을 성공시켰다. 파테나 고몽 같은 영화제작회사는 1910년대를 전후해서 <지고마> <판토마> <프로테아>같은 범죄를 다룬 연속활극으로 전세계의 관객을 휩쓸었다. 
프랑스영화에 예술성을 찾아준 것은 1910년대의 필름 다르 운동과 1920년대의 아방가르드 영화 운동이었다. 특히 아방가르드 영화 운동은 영화예술의 본질을 찾는 전위영화의 운동으로 루이 델뤼크, 제르멘 뒬라크, 장 에프스탕, 아벨 강스, 르네 클레르 등 뛰어난 영화작가와 이 밖에 수많은 사람들이 영화의 독특한 예술성을 높이는 데 공헌했다. 순수영화·절대영화·초현실주의 영화 등 새로운 영화미학이 작품을 통해서 나타났다. 여기에 한 가지 주목할 사실은 이러한 전위적인 영화작가들이 극영화에도 손대어 프랑스 영화사상에 남는 명작들을 남겼다는 사실이다. 아벨 강스는 <철로의 백장미>를 발표했고, 연대는 바뀌지만 장 콕토는 <미녀와 야수>를 장 에프스탕은 <아서가의 후예>, 르네 클레르는 <파리의 지붕 밑> <침묵은 금> 등의 작품을 내놓았다.

### 전쟁 이전
한참 뻗어나가던 프랑스 영화계에 일시적으로 침체를 가져오게 한 것이 30년대 초의 전세계적인 경제공황이었다. 이로 인해서 파테나 고몽 같은 명문이 문을 닫는 비운을 맞보았으며 한동안의 침체기를 맞이했다. 그러나 1933년경부터는 다시 활기를 되찾게 되어, 다시 전쟁 전 황금기를 맞이했다. 자크 베켈의 <행복의 설계>, 앙리 칼레프의 <밀회>, 장 르누아르의 <수인(獸人)>, 앙드레 위느벨의 <하루만의 천국>, 자크 페데의 <망향> 등 수없는 명작들이 쏟아져 나왔다. 프랑스문학에서 완숙했던 낭만주의의 전통이 영화 속에 한껏 되살아나는가 하면 제1차 세계대전을 전후했던 휴머니즘이 아름답게 찬미되었고, 프랑스 서민층의 독특한 낙관적이며 유머러스한 기질이 그대로 스크린 속에 살아 있었던 셈이다. 이러한 프랑스 영화가 1940년대를 맞이하자 제2차 세계대전에 휩쓸리게 되며, 독일의 점령하에서 점령군의 감시와 검열 속에 다시 침체에 빠지게 되는 것이다.

### 전쟁 이후
독일의 점령하에 있던 프랑스가 종전을 맞이하면서 다시금 영화를 만들게 된 것은 물론이다. 그러나 전전의 프랑스영화와는 많은 변모를 가져오게 되었다. 세계의 사상적인 동요로 페시미즘이 짙게 깔려있기도 했지만, 무엇보다도 독일군의 점령 밑에서 자유를 잃고 굴욕을 참아야 했던 프랑스에선 그전과 같은 밝은 휴머니즘이나 낭만주의적 기풍은 사라지고 있었다. 이것은 자연히 전전의 거장들의 퇴조를 의미하기도 했다. 이 중에는 마르셀 카르네의 <인생유전>이나 르네 클레망의 <금지된 장난>, 앙드레 카야트의 <라인의 가교>같은 수작이 나오기도 했다. 그러나 앙리 조르주 크루조의 <공포의 보수>나 <정부 마농>같은 작품에는 짙고 회의적인 인간 상실의 비극이 깔려 있고, 로베르 브레송은 <시골 사제의 일기> 속에서 또다른 내일의 영화미학을 준비하고 있었다. 이 무렵에는 철학적으로 성장해 온 실존주의가 프랑스에서 꽃을 피워, 문학적으로 장 폴 사르트르와 알베르 카뮈를 필두로 해서 다방면으로 영향을 주어 왔던 점을 간과할 수가 없을 것 같다. 프랑스영화의 전후 리얼리즘이 이 무렵에 가장 두드러졌다고 할 수 있을 것이다. 한편, 전쟁이 끝난 후에 해외에 망명한 전전의 거장 르네 클레르, 장 르누아르, 마르셀 카르네 등이 다시 영화계에 복귀했었다. 장 르누아르가 <강(江)>과 <프렌치 캉캉>을 발표했고, 르네 클레르가 <밤의 기사도> <릴라의 문>을, 그리고 마르셀 카르네가 <애인 줄리엣>을 발표했으나, 볼 만한 것이라면 <애인 줄리엣> 정도였다.

### 누벨 바그
1957-58년경부터 오늘날까지 최근의 프랑스영화의 흐름을 본다면 이것은 바로 '누벨 바그(새물결)'를 중심으로 보게 된다. 누벨 바그의 영화작가들은 무엇보다 전전의 거장들이 내세웠던 낭만적·낙관적·허구적인 태도를 배격했다. 이탈리아에서 전후에 네오 리얼리즘이 왕성하게 일어났던 영향을 받은 이들에게서는 무엇보다도 카메라가 직접 터치하는 일상생활의 현실이 거짓없는 인간의 현실이었다. 위선은 위선대로, 악은 악대로, 부도덕은 부도덕대로, 모순은 모순인 채로 그것이 인간의 리얼리티였다. 현실을 감추고 허구속에 도피하는 거기에는 이미 진실이 없다고 생각한다. 이것이 누벨 바그가 내세우는 '시네마 베리테'의 기본태도였으며 그들의 영화기법도 종래의 허구적이고 드라마틱했던 스타일을 탈피한 생생한 영상을 추구한 것이었다. 굉장한 세트, 휘황한 조명 속에서 이루어진 포토제니가 아니라, 바로 생활의 현실에 밀착한 영상이며 리듬이었다. 
로베르 브레송은 <저항>과 <소매치기>를 내놓았고, 프랑수아 트뤼포는 <400번의 구타>, 클로드 샤브롤은 <종형제(從兄弟)>를, 장 뤼크 고다르는 <네 멋대로 해라>를, 루이 말은 <사형대의 엘리베이터>를 만들어 누벨 바그의 물결은 새로운 프랑스 영화의 면모를 일신했다. 다소 색채는 다르지만 알랭 레네의 <히로시마, 나의 사랑> <지난 해 마리엔바드에서> 등도 근래 프랑스영화의 대표적인 작품이다. 누벨 바그에 속하는 사람들은 이 밖에도 많다. 누벨 바그가 1960년대 후반에 넘어오면서 퇴조의 기미를 보인 이후의 주목할 영화 작가로서는 클로드 를루슈가 <남과 여> <파리의 정사>를 만들었고, 아니에스 바르다가 <행복> <창조>를 만들어 주목을 받았다.